# Gen - Pojken från Hiroshima
Gen – Pojken från Hiroshima (はだしのゲン Hadashi no Gen; Barefoot Gen på engelska) är en biografisk manga om en pojke i Hiroshima, ritad och skriven av Keiji Nakazawa. Historien i den första boken (utgiven på svenska 1985, av Alvglans) beskriver livet i Hiroshima under andra världskriget fram till atombomben. Det finns ytterligare nio böcker i serien som inte är utgivna i Sverige.